# Националсоциалистическа работническа партия на Норвегия
Националсоциалистическа работническа партия на Норвегия (ННСАП) (на норвежки: Norges Nasjonalsocialistiske Arbeiderparti; NNSAP) е нацистка политическа партия в Норвегия.

## История
Идеологически копира германската НСДАП, а много членове на партията, и по-конкретно основателят и първият лидер Адолф Егеберг имат организационни и лични връзки с НСДАП и СС. Създадена като нацистка „клетка“ през 1930 г., партията печели финансиране от Еуген Нилсен, издател на вестник Fronten.
В началото на 1933 г. ННСАП установява скок на студентите от гимназията в Осло, които се присъединяват към партията, а според съперническото комунистическо движение "Mot Dag", ННСАП за кратко става водеща студентска организация в града. Партията има около 1000 членове, но бързо е засенчена от Национално единение (НС), основана от Видкун Квислинг през май 1933 г. Няколко от ранните членове на партията, включително Егеберг, както и Егил Холст Торкилден, Стийн Барт-Хейердал и Елив Оде Хаудж напускат партията, за да се присъединят към НС. ННСАП е ръководена от Ингвар Фин от 1935 г. до 1940 г., когато тя се влива в НС.
Независимо че копира НСДАП, Националсоциалистическа работническа партия на Норвегия е описана като относително слабо организирана асоциация. По време на германската окупация на Норвегия, бившите членове на ННСАП са считани за най-способните норвежки агенти за германските тайни служби.